# Wire bonding

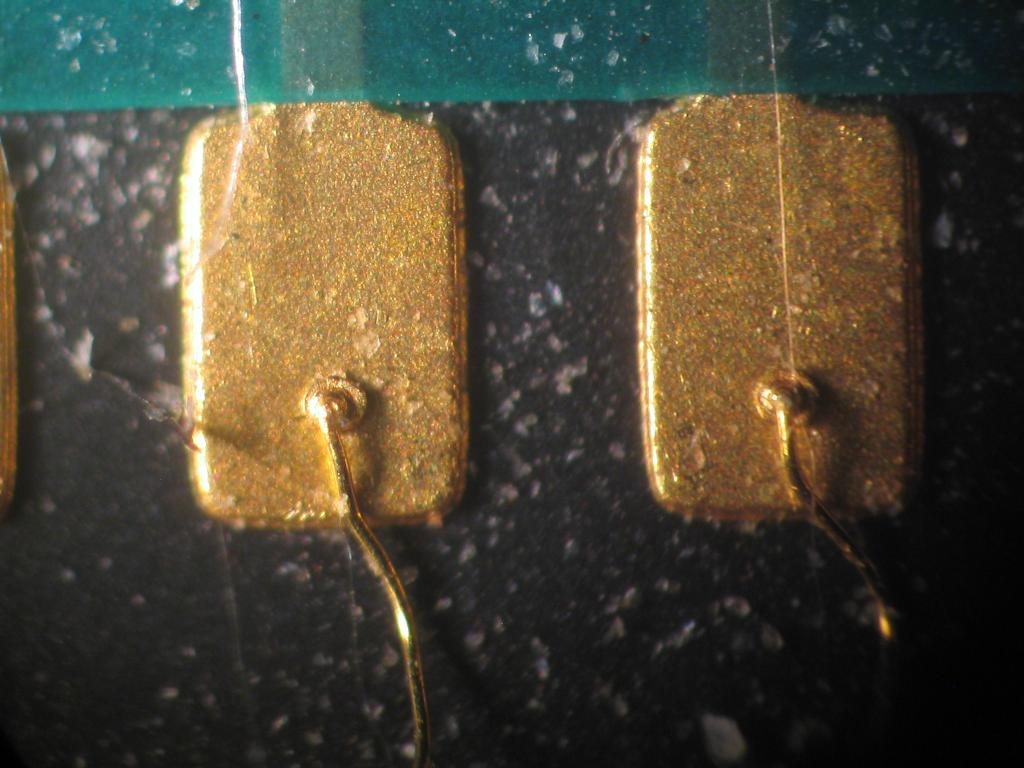
Ball bonding con filo d'oro su un'area di saldatura d'oro

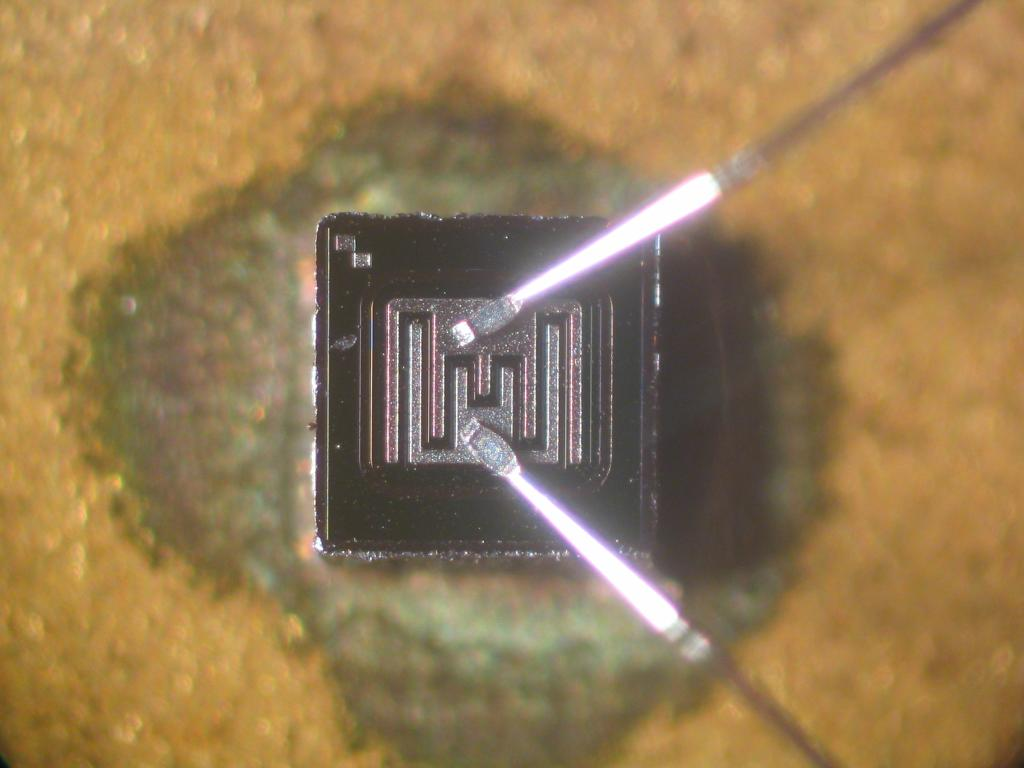
Fili d' alluminio fissati con tecnica Wedge bonding sul substrato di un transistor bipolare SKY34

Interconnessioni in un assemblaggio di potenza fatte di fili di alluminio dello spessore di 250-400 micron fissati a cuneo.

Il wire bonding è la tecnica principale per la realizzazione di interconnessioni fra i circuiti integrati (IC) e le schede per circuito stampato (PCB), durante la fabbricazione di dispositivi microelettronici. Il wire bonding può essere anche utilizzato per collegare un circuito integrato ad altri componenti elettronici, per connettere tra loro diverse PCB e per interconnettere elettricamente un circuito integrato al package. Il wire bonding è generalmente considerato la tecnologia di interconnessione più flessibile e con un miglior rapporto costo-efficacia, e viene utilizzato durante le fasi di assemblaggio dei circuiti integrati nei packages per la grande maggioranza dei dispositivi microelettronici.
I fili comunemente utilizzati in questa tecnica sono realizzati in oro, alluminio, o rame. I diametri dei fili partono da 15 micron e possono raggiungere parecchie centinaia di micron per applicazioni di elevata potenza. 
Ci sono due tipologie principali di connessioni a filo:
- ball bonding (a "sfera")
- wedge bonding (a "cuneo")

Le connessioni a sfera sono limitate ai fili di oro e di rame e richiedono, solitamente, del calore. Le connessioni a cuneo possono usare tanto fili d'oro quanto fili di alluminio senza utilizzare necessariamente fonti di calore che riscaldino il substrato sul quale verrà effettuata la saldatura. Il wedge bonding, infatti, può essere correttamente realizzato anche mantenendo il substrato (solitamente allumina o impasti di teflon-vetro) a temperatura ambiente, oscillante solitamente fra i 23 °C ed i 26 °C.
In tutti e due i tipi di wire bonding, il filo viene fissato su entrambe le estremità usando combinazioni di potenza e durata dell'impulso ad ultrasuoni solitamente utilizzato nel wedge bonding.